# カルロス・アドリアーノ・デ・ソウザ・ヴィエイラ
アドリアーノ・ガビル（Adriano Gabiru）ことカルロス・アドリアーノ・デ・ソウザ・ヴィエイラ（ポルトガル語: Carlos Adriano de Souza Vieira、1977年8月11日 - ）は、ブラジルのサッカー選手。ポジションはFW。
2006年には日本で開催されたFIFAクラブワールドカップにSCインテルナシオナルの一員として出場。決勝戦のFCバルセロナ戦では途中出場で、MFイアルレイのスルーパスに抜け出し決勝ゴールを決めた。